# Heinreichs (Gemeinde Groß Gerungs)
Heinreichs ist eine Ortschaft und eine Katastralgemeinde der  Stadtgemeinde Groß Gerungs im Bezirk Zwettl in Niederösterreich.

## Geschichte
Laut Adressbuch von Österreich waren im Jahr 1938 in der Ortsgemeinde Heinreichs ein Schneider, ein Seiler und ein Landwirt mit Direktvertrieb ansässig.

## Siedlungsentwicklung
Zum Jahreswechsel 1979/1980 befanden sich in der Katastralgemeinde Heinreichs insgesamt 21 Bauflächen mit 8.104 m² und 7 Gärten auf 1.342 m², 1989/1990 gab es 20 Bauflächen. 1999/2000 war die Zahl der Bauflächen auf 81 angewachsen und 2009/2010 bestanden 47 Gebäude auf 81 Bauflächen.

## Bodennutzung
Die Katastralgemeinde ist landwirtschaftlich geprägt. 113 Hektar wurden zum Jahreswechsel 1979/1980 landwirtschaftlich genutzt und 43 Hektar waren forstwirtschaftlich geführte Waldflächen. 1999/2000 wurde auf 104 Hektar Landwirtschaft betrieben und 47 Hektar waren als forstwirtschaftlich genutzte Flächen ausgewiesen. Ende 2018 waren 98 Hektar als landwirtschaftliche Flächen genutzt und Forstwirtschaft wurde auf 48 Hektar betrieben. Die durchschnittliche Bodenklimazahl von Heinreichs beträgt 16,9 (Stand 2010).

## Verkehr
In Heinreichs befindet sich eine Station der Waldviertler Schmalspurbahnen.